# Aurelian Pană
Aurelian Pană (n. 20 septembrie 1880, în comuna Marsilieni, județul Ialomița — d. 4 mai 1951 Gherla) a fost un om politic român de dreapta, ministru al Agriculturii și Domeniilor, președinte al sindicatului agricol ucis în vremea prigoanei comuniste.
Aurelian P. Pană s-a născut în comuna Marsilieni, unde se stabiliseră părinții săi, mocani ardeleni din Satu Lung (Săcele) – Brașov.
Din informațiile bătrânilor localnici din Frățilești-Săveni și Sudiți, Aurel Pană, cum este cunoscut în memoria colectivă, a fost o personalitate marcantă , instruită și iubitoare de oameni și de pământ. Acțiunile acestui om a oferit oportunități de dezvoltare în domeniul agricol, fiind cel care a introdus pentru întâia oară în România , aici în Ialomița, agricultura mecanizată modernă.
În anul 1911, Aurelian Pană se căsătorește cu Eufrosina O. Gh. Popa la Cernavodă și decid să se stabilească la Frățilești, în Ialomița, unde în acea vreme avea moșia și pământul agricol.
Familia Pană a avut 4 copii: Cornel, Petru (ucis, împreună cu șoferul său, de către soldații sovietici și aruncați la câini), Maria Angela și Aurel, majoritatea fiind înmormântați în Mausoleul familiei Pană din cimitirul Belu.
Aurelian P. Pană a urmat liceul la Brăila , obținându-și bacalaureatul în 1898, iar studiile superioare la Facultatea de Științe Sorbona din Paris , unde obține 3 licențe: botanică(1900), zoologie(1901) și geologie(1904).
În 1913 , participă la campania celui de-al doilea război balcanic din Bulgaria, cu gradul de sublocotenent și, în Războiul de Întregire Națională ajunge la gradul de căpitan în Regimentul 3 Artilerie de la Mărășești.
Activitatea sa profesională a marcat diverse funcții: membru al Societății de Științe din București(1905), președinte al Institutului Național de Export(1935), delegat la Ministerul Agriculturii și Domeniilor pe lângă Direcția Porturilor în vederea construcțiilor de silozuri(1938), membru în Consiliul Permanent al Agriculturii (1939), membru al Institutului de Științe Sociale al României, secțiile agrară  și a cooperației(1939), președinte al Academiei de Agricultură și președinte al Sindicatului Agricol Ialomița.  În perioada 27 ianuarie 1941- 18 martie 1942 a fost numit subsecretar de stat la Ministerul Agriculturii, iar de la 19 martie 1942 – 2 iulie 1943 a fost Ministru al Agriculturii în guvernul Mareșalului Ion Antonescu.  Pentru activitatea sa la Ministerul Agriculturii , de unde a plecat prin demisie, nu a primit nici măcar un salariu, sumele care i s-ar fi cuvenit fiind donate ca ajutoare pentru funcționarii ministerului.
Încă  din anul 1934, Aurelian Pană face o călătorie de documentare în S.U.A. cu scopul de a studia cultura porumbului, de unde se întoarce cu două lăzi de știuleți, pe care îi seamănă și îi cultivă cu succes în Bărăgan și Balta Ialomiței.
După instaurarea regimului totalitar comunist în România, în anii 1944-1947 au avut loc procesele “criminalilor de război”, ale “trădătorilor” și colaboratorilor fostului regim.  Astfel, într-o expunere  Teohari Georgescu spunea: “ De la 6 martie 1945 până la 26 mai 1952, dușmanul … a primit numeroase lovituri. În cei 7 ani, peste 100000 de bandiți au fost arestați și condamnați pentru că au uneltit împotriva regimului nostru... Întregul aparat de opresiune al burgheziei ... fusese nimicit.”
Anii respectivi au fost caracterizați prin aplicarea principiului luptei de clasă în exterminarea a mii de oameni, vinovați doar pentru faptul că existau, acuzația de complot împotriva regimului de „democrație populară” era prezentă în toate condamnările.
După judecarea primului „lot de criminali de război”, în frunte cu Mareșalul Antonescu, Tribunalul Poporului a mai dispus în mai 1946 , arestarea și judecarea tuturor celorlalți membri ai guvernului antonescian , printre care și Aurelian P. Pană.  Arestat și judecat, Aurelian Pană a fost condamnat , așa cum relatează manuscrisul ing. Aurel Pană, fiul acestuia, la 10 ani de închisoare, 10 ani de degradare civică și confiscarea averii, în baza deciziei penale nr. 123 din 19 ianuarie 1949 a Curții Penale București, Secția IV. Capul de acuzare a fost „ introducerea și încurajarea cultivării unei plante necunoscute și inutile țării noastre : SOIA”  Ironia sorții a fost că această plantă cu miros de salam, a stat pe mesele românilor proletari timp de zeci de ani…
După condamnare, Aurelian Pană a fost încarcerat la Jilava, Cernavodă și Gherla , unde a fost torturat și silit de torționari să repete întruna că “a supt sângele poporului”... La Gherla fusese mutat de la Pitești experimentul „reeducării” care presupunea bătăi, batjocoriri, insulte și josnicii. Un martor al „experimentului” declară: „Aici s-a bătut numai de dragul de a se bate. S-a bătut fără scop. Muncitori și studenți, intelectuali și analfabeți au fost chinuiți de-a valma, chiar dacă nu aveau nimic de spus , chiar când spuseseră mai mult decât făcuseră”.
Un martor ocular, relatează  că în 1950, a doua zi de Paști, comandantul închisorii Gherla a început să îi lovească pe deținuți cu parul, obligându-I să execute, până la epuizare și leșin , figuri de gimnastică precum „broasca” și culcări. Printre ei, un bătrân, fost ministru, Aurelian Pană, este pus în genunchi și lovit cu picioarele în cap de către 50 de călăi. Nu peste mult timp, la 4 mai 1951 , va fi ucis într-o celulă de reeducați, un jandarm scoțându-i dinții de aur din gură și, din cauza faptului că bătrânul Pană era un om mare iar coșciugul pregătit pentru el era mai mic... i s-au tăiat picioarele...
Fiul său. Ing. Cornel Pană, arată că sărmanul om a murit ca un martir fără a i se putea îndeplini ultima dorință: de a fi incinerat , iar cenușa să-i fie amestecată în pământul Bărăganului iar pe acel loc să se semene grâu...
La 24 aprilie 1952, soția sa, Eufrosina Pană și fiul său, Aurel Pană, au fost arestați și internați, fără proces sau condamnare, la 2 ani de „detenție administrativă”. Eliberată în 1954 din închisoarea Dumbrăveni, Eufrosina Pană a murit, în același an, pe 1 septembrie, la București.
Deși mi-am propus ca aici să evoc personalitatea boierului martir, puțin cunoscut în cărțile de istorie și rămas doar în memoria colectivă a bătrânilor din Frățilești, Săveni și Sudiți( toate aceste trei localități au străzi care-i poartă numele) ca un om bun, moșier care-și plătea bine muncitorii de pe domeniile lui, nu putem să nu arătăm moșia fermă model de la Frățilești – Sudiți. Se știe că familia Pană avea 6000 ha de pământ și un conac splendid la ferma-model de la Frățilești rămas acum în ruină.
În perioada când Aurelian P. Pană era ministru a fost organizată o vizită la ferma-model de la Frățilești,  unde au fost 56 de personalități ale țării, printre care miniștri și specialiști. Astfel, în presa vremii au fost publicate diverse articole care relatează despre fermă și dotările sale: conac, ateliere, mașini, grajduri, pluguri cu abur, batoze, locomobile, tractoare, moară și multe altele.
Chiar și în prezent, atrag atenția conacul boieresc, care este într-o stare avansată de degradare, casa arendașului, unde este amenajat paraclisul și chiliile Sfintei Mănăstiri, turnul de apă care, în trecut, funcționa cu un burduf cu care se scotea apa cu caii și care adăpa mii de oi și sute de vaci, casa vizitiului și un mare beci, lung de cca. 100–200 m, pavat cu cărămidă, unde exista o rezervă de gheață și erau adăpostite vitele în timpul verilor toride ale Bărăganului.
Din a doua jumătate a veacului trecut, conacul este confiscat de comuniști, intrând în proprietatea G.A.S. Sudiți și I.A.S. Movila, iar din anul 2005, ferma de la Frățilești a fost retrocedată nepotului marelui agricultor, Aurel Nicolae Pană, împreună cu 10 ha. de teren care, la sugestia d-lui Răzvan Ciucă, fostul director al Muzeului Național al Agriculturii, și a părintelui consilier Ion Florea, paroh al Bisericii “Sf. Voievozi” din com. Sudiți, au fost donate Episcopiei Sloboziei și Călărașilor în vederea înființării unei mănăstiri. În prezent, Mănăstirea “Sf. Mare Mucenic Pantelimon” găzduiește obștea monahală condusă de părintele stareț Ilarion.

## Decorații
- Ordinul „Coroana României” în gradul de Mare Ofițer (7 noiembrie 1941)[4]